# 道尔诺基·耶诺
道尔诺基·耶诺（匈牙利語：Dalnoki Jenő，1932年12月12日—2006年2月4日），匈牙利男子足球运动员。他曾代表匈牙利参加1952年和1960年夏季奥林匹克运动会足球比赛，共获得一枚金牌和一枚铜牌。